# Donna (série télévisée)
Pour les articles homonymes, voir Donna.
Donna est une série télévisée italienne en six épisodes de 90 minutes diffusée du 3 mars au 1er avril 1996 sur la RAI. Elle est basée sur la série radio Matilde par Carlotta Wittig sur Radio 2.
Cette série est inédite dans tous les pays francophones.

## Distribution
- Ottavia Piccolo : Matilde
- Angelo Infanti : Roberto
- Simona Cavallari : Nina
- Agnese Nano : Lisa Longhi
- Paki Valente : Gianfranco Vezze
- Stefania Casini : Annamaria
- Davide Bechini (it) : Fausto
- Viviana Natale (it) : Lucia
- Daniele Liotti (it) : Matteo
- Imma Piro (it) : Maria
- Emilio Bonucci (it) : Enrico
- Giacomo Piperno (it) : Marcello Longhi
- Matteo Naldi : Michele
- Edwige Fenech : Paola